# 片岡宏誌
片岡 宏誌（かたおか ひろし、1958年10月4日 - ）は、日本の生命科学者。環境活動家。東京大学名誉教授。専門は昆虫の内分泌学。

## 概要
岡山県吉備郡真備町（現・倉敷市）出身。実家は2018年の豪雨の被害を受けた。
実験者として、前胸腺刺激ホルモン（Prothoracicotropic hormone: PTTH）、アラタ体刺激ホルモン、アラタ体抑制ホルモン、羽化ホルモン、利尿ホルモンなどの昆虫ペプチドホルモンのアミノ酸配列を日米で決定した。PTTHは2006年の鈴木昭憲の講書始でも取り上げられた。東京大学の教員としては、脱皮ホルモンであるエクジステロイドを産生する前胸腺や、発育を制御する昆虫ホルモンに関する研究などを農業生物資源研究所や筑波大学などと共に実施した。
永田晋治（現東京大学教授）による成果を目玉として2003年度まで受領していた大型研究費は、当時学振SPDの研究員だった丹羽隆介（現筑波大学教授）の尽力もあり、最終的に目的どおりの成果を挙げたと評価された。また、この研究費によって作られた研究環境は当時准教授だった東原和成（現東京大学教授）の研究の立ち上げに寄与した。この大型研究費を受領中に指導した山中直岐（現カリフォルニア大学リバーサイド校教授）は、後に日本学士院学術奨励賞を受賞した。
定年退職後の2024年10月、小学校の同級生と共に、故郷の岡山県倉敷市において、子供が昆虫採集をできる環境を維持することを目的とした「まび蝶復活プロジェクト」を立ち上げた。プロジェクトは12月に倉敷のニュース番組でも紹介された。
2025年1月15日、元安芸高田市長の石丸伸二は、任期満了に伴う東京都議会議員選挙に向けて地域政党「再生の道」を立ち上げ、公募で候補者を募ると発表した。片岡はこれに応募し合格。再生の道は足立区選挙区（定数6）に片岡と中小企業診断士の恵良康寛の2人を擁立した。体調の問題もありWeb以外での選挙活動は個人演説会を中心とした。6月22日投開票。恵良は候補者11人中8位で落選、片岡は10位で落選した。なお、再生の道は東京都議会議員選挙に擁立した42人全員が落選した。

## 略歴
- 1981年3月 - 東京大学農学部農芸化学科卒業
- 1986年3月 - 東京大学大学院農学系研究科農芸化学博士課程修了（農学博士）
- 1986年4月 - Sandoz Crop Protection 社 Zoecon Research Institute ポストドクトラルフェロー
- 1988年7月 - 東京大学農学部助手（生物有機化学研究室）
- 1994年6月 - 東京大学大学院農学生命科学研究科助教授（分子生命工学研究室）
- 1999年4月 - 東京大学大学院新領域創成科学研究科先端生命科学専攻教授（分子認識化学研究室）
- 2024年3月 - 定年退職
- 2024年6月 - 東京大学名誉教授
- 2025年6月 - 東京都議会議員選挙立候補および落選（足立区）

## 受賞歴
- 1990年 農芸化学奨励賞[28]
- 2024年 日本農学賞（読売農学賞）[3][29]